# Flugplatz Aschersleben

i7
i11
i13
Der Flugplatz Aschersleben (ICAO-Code: EDCQ) ist ein deutscher Sonderlandeplatz bei Aschersleben in Sachsen-Anhalt. Er ist für Flugzeuge bis 5700 kg zugelassen.

## Anfahrt
Der kleine Flugplatz liegt am nordöstlichen Ortsausgang der Kreisstadt, 200 km von Berlin und je 50 km von Halle (Saale) und Magdeburg.

## Geschichte
Bereits 1912 hatte Aschersleben auf den Seewiesen einen Behelfslandeplatz. Im Jahr 1935 wurde dieser wegen der Rüstungsindustrie (Junkerswerke) erweitert und 1945 zerstört. Später wurde er an den jetzigen Ort verlegt und diente der Ausbildung für den Segelflug.

### Sportveranstaltungen
Vom 18. bis 25. Juli 2010 fanden auf dem Flugplatz Aschersleben Deutsche Meisterschaften im Motorkunstflug statt.